# Karl-Jesco von Puttkamer

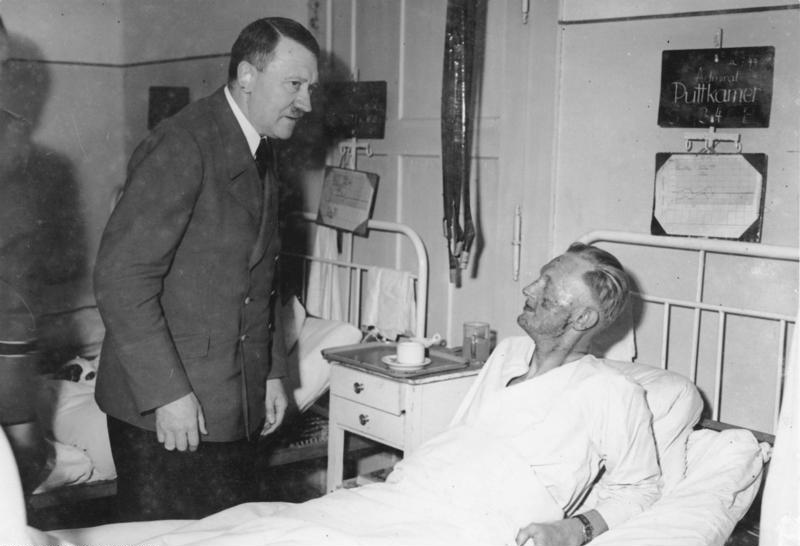
Adolf Hitler besöker von Puttkamer på sjukhus efter 20 juli-attentatet 1944.

Karl-Jesco Otto Robert von Puttkamer, född 24 mars 1900 i Frankfurt an der Oder, provinsen Brandenburg, Kungariket Preussen, Tyskland, död 4 mars 1981 i Neuried, Landkreis München, Västtyskland, var en tysk sjömilitär. Han uppnådde graden konteramiral 1943. von Puttkamer var från 1939 till 1945 Adolf Hitlers marinadjutant.
von Puttkamer deltog i Hitlers militära överläggningar i Wolfsschanze den 20 juli 1944 och sårades i attentatet. Han greps av amerikanska trupper i maj 1945 och satt internerad i två år.